# 豊後にわさき市場
豊後にわさき市場（ぶんごにわさきいちば）は、大分県大分市のJR九州大分駅にある複合商業施設である。隣接するJRおおいたシティ第2駐車場（旧・大分駅南立体駐車場）についても本項にて記述する。

## 概要
大分駅高架化に合わせて建設され、2012年3月17日の完全高架化と同時にオープンした商業施設である。
本来の「豊後にわさき市場」である大分駅駅舎内の商業施設に加え、隣接するJRおおいたシティ第2駐車場の1階及び2階の一部にも商業施設が入居しているため、第2駐車場の商業施設も含めて「豊後にわさき市場」と称される場合もあるが、本項では両者を区別して記載する。
なお、大分駅では、府内中央口（北口）側の旧駅舎および地上ホームの跡地に、2015年4月16日に地上21階の新駅ビルが開業、2014年9月30日には、新駅ビルの1階 - 4階部分（大分駅ビルエリア）、豊後にわさき市場、及び、JRおおいたシティ第2駐車場（当時は大分駅南立体駐車場）にある商業施設の総称をアミュプラザおおいたとすることが発表された。また、駅ビル（5階 - 21階部分含む）、豊後にわさき市場、JRおおいたシティ第2駐車場、JRおおいたシティ第3駐車場（旧大分駅西駐車場）、及び、JRおおいたシティ第4駐車場を合わせた施設全体は、JRおおいたシティと呼ばれる。

### 豊後にわさき市場
大分駅舎内の高架ホーム下に位置する商業施設である。鉄筋コンクリート造（一部鉄骨造）。旧大分駅駅舎内にあったフレスタ大分に代わる複合商業施設であるが、店舗面積は約3,000m2と、単独ではフレスタ大分の4,659m2よりも小さい（大分駅南立体駐車場との合計では約4,900m2で、フレスタ大分をやや上回る）。
核店舗はコープおおいたで、全店舗面積のおよそ半分を占める。他の店舗は開業当初、フレスタ大分から移転した店舗（一部店舗は移転せず閉店した。）が多かった一方、新規出店した店舗には大分県内、大分市内初出店の店が多かった。業種は、飲食店や土産品店が多数を占める。
基本的に平屋であるが、ミスタードーナッツとロッテリアには2階が設けられ、コンコースを見渡すことができる両店舗共用のテラス席となっている。
2015年2月27日には、新たに4店舗を開店、1店舗を増床するリニューアルを行っている。

### JRおおいたシティ 第2駐車場
大分駅上野の森口（南口）側に隣接する立体駐車場である。地上6階建の鉄筋造で、1階と2階の一部に商業施設が入居し、2階より上が駐車場となっている。収容台数は860台 。
商業施設は、大分駅完全高架化と同時にオープン。入居店舗は、レンタルビデオやドラッグストア等の地元の駅利用者向けの業種が中心である。駐車場部分は、完全高架化に先駆け2012年2月25日に営業を開始した。
営業開始当初は大分駅南立体駐車場という名称であったが、JRおおいたシティ全面開業に伴い、JRおおいたシティ第2駐車場に名称変更した。

## 店舗
2024年6月現在の出店店舗は以下のとおりである。

### 豊後にわさき市場
- コープおおいた
- 大分銘品蔵 - 大分銘菓・駅弁等の専門店
- 博多ぐるぐるとりかわ竹乃屋- 焼鳥や惣菜のテイクアウトと立呑みの店
- 豊後湯布院牛 うまい庵 - 湯布院牛、豊後牛を使用した肉惣菜の店
- ポッポおじさんの大分からあげ「ハイカラ」 - 鶏のからあげ・とり天の専門店
- デリカとんかつ新宿さぼてん - とんかつ専門店
- 洋菓子マンダリーヌ - 洋菓子
- クック・チャム - おかずとお弁当
- 築地銀だこ - たこ焼き
- かば田 - 辛子明太子・おむすび
- 浪花 古市庵 - 寿司・おむすび
- おさつ家 - さつまいも菓子専門店
- 八天堂SATELLA - くりーむパン
- マネケン - ワッフル専門店
- ミニヨン - ミニクロワッサン専門店
- トランドール - ベーカリー
- くだものかふぇ - 無添加フレッシュジュースとプレミアムソフトクリームの専門店
- 豊後茶屋 - 和食（郷土料理）
- ジュピター - 輸入食品・コーヒー
- ミスタードーナツ
- ロッテリア
- 丸亀製麺 - 讃岐うどん専門店
- ふくやラーメン工房 - 豚骨ラーメン
- ファミリーマートJR大分駅店
- 各金融機関ATM（大分銀行、JA大分信連、九州労働金庫、セブン銀行）
- 期間限定ショップ - 期間限定でお土産やスイーツのテナントを展開

### JRおおいたシティ第2駐車場
- ドラッグイレブン - ドラッグストア
- ゲオ - DVDレンタル&ゲーム販売・買取
- コワファースト - ヘアサロン
- 駅レンタカー九州
- バジェット・レンタカー
- 大分ガスショールーム アスク大分
- カーブス - 女性専用フィットネス
- 東セミ かず家 - 学習塾
- 大分駅南口歯科
- 大分駅南口宝くじ売場